# فانی برنن
فانی برنن (انگلیسی: Fanny Brennan؛ ۲۰۰۱–۱۹۲۱) نقاش فرانسوی -آمریکایی سبک فراواقع‌گرایی بود. برنن در پاریس متولد شد، در ایالات متحده و اروپا تحصیل کرد و در سال ۱۹۳۸ در یک مدرسه هنری در فرانسه ثبت نام کرد. با شروع جنگ جهانی دوم، برنن به نیویورک رفت. در سال ۱۹۴۱، گالری کتابفروشی ویکفیلد او را در دو نمایشگاه شرکت داد. در سال ۱۹۴۴، دفتر اطلاعات جنگ او را برای کار در اروپا استخدام کرد. برنن تقریباً بیست سال پس از تولد فرزندانش، نقاشی را کنار گذاشت و تا سال ۱۹۷۰ در این زمینه فعالیتی نداشت.